# Yasuo Fukuda
Yasuo Fukuda 福田 康夫 (16 de juliol de 1936) fou el 91è Primer ministre del Japó entre el 2007 i el 2008. Anteriorment fou cap de gabinet entre 2000 i 2004 durant els mandats de Yoshirō Mori i Junichiro Koizumi. Assumí el lideratge del Partit Liberal Democràtic i la presidència del Japó el setembre de 2007 després de la dimissió de Shinzō Abe i governà fins a la seva sobtada dimissió el setembre de 2008 forçant unes noves primàries en el si del partit.